# پدیدارشناسی ادراک
پدیدارشناسی ادراک (به انگلیسی: Phenomenology of Perception, فرانسوی: Phénoménologie de la perception‎)، کتابی است در مورد ادراک نوشته فیلسوف فرانسوی موریس مرلو-پونتی، که در سال ۱۹۴۵ منتشر شد. مرلو-پونتی تز خود را در مورد «اصلاحیت ادراک» در این کتاب بیان می‌کند. این اثر مرلوپونتی را به‌عنوان فیلسوف برجسته بدن معرفی کرد و بیانیه اصلی اگزیستانسیالیسم فرانسوی در نظر گرفته شد.

## خلاصه
مرلوپونتی تلاش می‌کند تا پدیدارشناسی را تعریف کند؛ که به گفته او هنوز تعریف مناسبی دریافت نکرده‌است. او ادعا می‌کند که پدیدارشناسی حاوی یک سری از تضادهای ظاهری است، که شامل این واقعیت است که تلاش می‌کند تا فلسفه‌ای را ایجاد کند که علمی دقیق باشد و در عین حال گزارشی از فضا، زمان و جهان را همان‌طور که مردم تجربه می‌کنند ارائه دهد. مرلوپونتی انکار می‌کند که چنین تناقضاتی را می‌توان با تمایز گذاشتن بین دیدگاه‌های ادموند هوسرل و مارتین هایدگر حل و فصل کرد و اظهار داشت که هستی و زمان هایدگر (۱۹۲۷) «از نشانهٔ نشأت می‌گیرد که توسط هوسرل ارائه شده‌است و دیگر چیزی بیش از شرح صریح «مفهوم جهان طبیعی» یا «زیست جهان» نیست؛ که هوسرل در اواخر عمر خود آن را به‌عنوان موضوع اصلی پدیدارشناسی معرفی کرد. در نتیجه این تضاد در فلسفه خود هوسرل ظاهر می‌شود.
مرلوپونتی به پیروی از هوسرل تلاش می‌کند تا ساختار پدیدارشناختی ادراک را آشکار کند. او می‌نویسد درحالی‌که «مفهوم احساس … فوری و بدیهی به نظر می‌رسد»، اما در واقع سردرگم است. مرلوپونتی ادعا می‌کند که چون «تحلیل‌های سنتی» آن را پذیرفته‌اند، «پدیده ادراک را از دست داده‌اند». مرلوپونتی استدلال می‌کند، درحالی‌که می‌توان احساس را به‌معنای «شیوه‌ای که من تحت‌تأثیر قرار می‌گیرم و حالتی از خودم را تجربه می‌کنم» درک کرد، اما چیزی در تجربه مطابق با «احساس ناب» یا «ذره‌ای از احساس» وجود ندارد. او می‌نویسد که «خود گواه بودن احساس بر اساس هیچ گواهی آگاهی نیست، بلکه بر اساس تعصب گسترده‌است.» تز اصلی مرلوپونتی «اصلاحیت ادراک» است. او موضع دکارتی «می‌اندیشم پس هستم» را نقد می‌کند و برداشت متفاوتی از آگاهی را بیان می‌کند. دوگانه‌گرایی ذهن و بدن دکارتی به‌عنوان راه اولیه وجود در جهان زیر سؤال می‌رود و در نهایت به نفع یک برداشت بین‌الاذهانی یا مفهوم دیالکتیکی و غرض‌ورزی از آگاهی رد می‌شود. بدن در گزارش مرلوپونتی از ادراک مرکزی است. به نظر او، توانایی انعکاس از یک زمینه پیش‌انعکاسی ناشی می‌شود که به‌عنوان پایه‌ای برای تأمل در اعمال عمل می‌کند.
شرح مرلوپونتی از بدن به او کمک می‌کند تا آنچه را که تصور دیرینه‌ای از آگاهی بوده‌است، تضعیف کند، که به تمایز بین خود (موضوع) و درون خود (ابژه) بستگی دارد، و نقشی اساسی در فلسفه ژان پل سارتر که هستی و نیستی او در سال ۱۹۴۳ منتشر شد، بازی می‌کند. اثر بدن بین این تمایز اساسی بین سوژه و ابژه قرار دارد که به‌طور مبهم به‌عنوان هر دو وجود دارد. در بحث مرلوپونتی از تمایلات جنسی انسان، او روان‌کاوی را مورد بحث قرار می‌دهد. مرلوپونتی پیشنهاد می‌کند که بدن «می‌تواند نماد وجود باشد، زیرا آن را به وجود می‌آورد و به فعلیت می‌رساند».

## بازخورد
آلفرد جی آیر از استدلال‌های مرلوپونتی علیه نظریه مبنای حسی در مورد ادراک انتقاد کرد و آن را بی‌نتیجه دانست. او گنجاندن فصلی در مورد جنسیت توسط مرلوپونتی را شگفت‌انگیز می‌دانست و پیشنهاد می‌کرد که مرلوپونتی آن را گنجانده‌است تا فرصتی برای بازبینی دیالکتیک هگلی ارباب و برده به او بدهد. او دیدگاه‌های مرلوپونتی در مورد جنسیت را با دیدگاه‌های سارتر در هستی و نیستی مقایسه کرد. موری اس دیویس جامعه‌شناس مشاهده کرد که دیدگاه مرلوپونتی مبنی بر این‌که جنبه‌های روان‌کاوی، مانند نسبت دادن معنا به تمام اعمال انسانی و انتشار تمایلات جنسی در سراسر وجود انسان، مشابه پدیدارشناسی است، بحث‌برانگیز است، و روانکاوی را «ماتریالیستی و مکانیکی» می‌بیند.
هلموت آر. واگنر پدیدارشناسی ادراک را کمک مهمی به پدیدارشناسی توصیف کرد. ریانون گلدتورپ این کتاب را اثر اصلی مرلوپونتی خواند و خاطرنشان کرد که بحث آن در مورد موضوع‌هایی مانند رابطه بدن با تجربه فضایی و جنسیت فراتر از «محدوده اسمی عنوان او» است. دیوید آبرام مشاهده کرد که درحالی‍که «چیز معقول» «معمولاً توسط سنت فلسفی ما منفعل و بی‌اثر است»، مرلوپونتی پیوسته آن را با صدای بلند در پدیدارشناسی ادراک توصیف می‌کند. او این ایده را رد کرد که زبان «جاندارگرایانه» مرلوپونتی نتیجه شاعرانه‌گی است، و استدلال کرد که او «اشیاء ادراک‌شده را به‌عنوان موجودات، از کیفیات محسوس به‌عنوان قدرت، و از خود معقول به‌عنوان میدان حضور جاندار به‌منظور تصدیق و تأکید بر سهم فعال و پویای آن‌ها در تجربه ادراکی می‌نویسد.»
ال گور، معاون رئیس‌جمهور آمریکا، در مصاحبه‌ای در سال ۱۹۹۸ با لوئیس مناند در نیویورکر، از پدیدارشناسی ادراک به‌عنوان یک اثر الهام‌بخش یاد کرد. استفان پریست فیلسوف اظهار داشت که مرلوپونتی پس از انتشار کتاب به این نتیجه رسید که در آن «دوگانه‌انگاری سوژه-ابژه از نظر پدیدارشناسی ابتدایی» و «از واژگان نسبتاً سطحی روان‌شناختی» که می‌خواهد جایگزین شود، استفاده کرده‌است. فیلسوف رابرت برناسکونی مشاهده کرد که این کتاب مرلوپونتی را به‌عنوان فیلسوف برجسته بدن معرفی کرده و همراه با سایر نوشته‌های مرلوپونتی، مخاطبان پذیراتری در میان فیلسوفان تحلیلی نسبت به آثار سایر پدیدارشناسان پیدا کرده‌است.
جی‌بی مدیسون مشاهده کرد که این کتاب به‌عنوان بیانیه اصلی اگزیستانسیالیسم فرانسوی شناخته می‌شود و بیش‌تر به‌خاطر تز مرکزی مرلوپونتی در مورد «اصلاحیت ادراک» شناخته می‌شود. به گفته مدیسون، مرلوپونتی در کار بعدی خود کوشید به این اتهام پاسخ دهد که با پایه‌گذاری تمام اکتساب‌های فکری و فرهنگی در زندگی پیش‌تفکری و پیش‌شخصی بدن، به ترویج تقلیل‌گرایی و ضد روشنفکری و تضعیف آرمان‌های عقل و حقسقت می‌پردازد. مدیسون همچنین اظهار داشت که برخی از مفسران بر این باور بودند که اندیشه مرلوپونتی در اثر متأخر و ناتمام او «مرئی و نامرئی» که توسط کلود لفور ویرایش شده بود، مسیر متفاوتی به خود گرفته‌است.